# Umët (Mordovia)
Umët (in russo Умёт?) è un insediamento di tipo urbano del distretto Zubovo-Poljanskij nella Repubblica di Mordovia, Russia. Si trova lungo la Strada M5 «Ural», a 210 km da Saransk.